# Biserica ortodoxă română din Viena
Biserica Ortodoxă Română din Viena, cu hramul Învierea Domnului, este un lăcaș de cult al ortodocșilor români din Viena, situat pe Simmeringer Hauptstraße, nr. 161.

## Istoric
Prima biserică folosită de creștinii ortodocși români și aromâni din Viena a fost Biserica Greacă, situată Am Fleischmarkt. În anul 1893, printr-o dispoziție a guvernatorului Austriei Inferioare, a fost reglemetată arondarea celor trei biserici ortodoxe din capitala imperială în sensul includerii românilor ortodocși la Biserica Sf. Treime - a Grecilor, însă nu și la comitetul parohial, reglementare care a nemulțumit toate părțile, greci și români deopotrivă. În aceste condiții, românii ortodocși din Viena au înființat o asociație având ca obiect "construirea unei biserici româno-greco-orientale" la Viena, asociație intitulată Rumänisch-griechisch-orientalische Kaiser-Jubiläums-Kirchenbau- und Kirchengründungsverein in Wien, cu referire la jubileul de domnie al împăratului Franz Joseph I din anul 1908. Primul pas în direcția înființării "bisericii jubiliare româno-greco-orientale" a fost achiziționarea unui apartament în apropierea Palatului Hofburg, apartament situat în Löwelstraße 8, unde a fost amenajată o capelă ortodoxă română, care funcționează și în prezent. Astfel comunitatea ortodoxă română, deși a aparținut în continuare de Biserica Sf. Treime, a obținut dreptul de a ține matricole separarate, ca expozitură parohială. Preoții acestei expozituri au fost salarizați din Fondul Bisericesc al Bucovinei.
În anul 1892 a fost ales în funcția de președinte al asociației pentru ridicarea bisericii jubiliare Alexandru Lupu, colonel și ulterior general în armata austro-ungară, același care în anul 1902 a pus bazele Casei Naționale, un fond destinat înființării "primului Museu istoric și etnografic al Românilor de sub coroana Sfântului Ștefan."

## Varia
În imediata vecinătate a bisericii se află cimitirul vechi din Simmering, în care a fost înmormântat în anul 1861 episcopul unit Ioan Lemeni, care se retrăsese la Viena în urma Revoluției de la 1848.